# ペンブルックプレイヤーズ
ペンブルック・プレイヤーズ（Pembroke Players、かつては ペンブルック・カレッジ・プレイヤーズ）とは、1955年に創設されケンブリッジ大学ペンブルック・カレッジの学生により運営される、イギリス・ケンブリッジの演劇ソサエティ。ケンブリッジ大学ではもっとも活発なカレッジ演劇ソサエティで、毎年10から15のプロダクションやコメディーショーを企画・運営する。またケンブリッジ大学の演劇ソサエティとしては唯一海外公演を行っている。ペンブルックプレイヤーズは2005年には50周年を迎えた。

## 歴史
ペンブルックプレイヤーズは、クリストファー・レンが設計したことで有名なペンブルック・カレッジ・チャペルの自転車置き場に隣り合う、ルームF3で1955年秋に創設された。演劇に加えて、ソサエティの隠れた目的は当時男性のみであったペンブルック・カレッジの学生にケンブリッジ大学の他カレッジの女性と出会う機会を与えることにあり、最初のミーティングには5人のペンブルック・カレッジの学生の他、ニュー・ホール、ガートン・カレッジ、ニューナム・カレッジからも48人の学生が集った（特記すべきことに、この最初のミーティングは後に何件もの結婚に結晶した）。ソサエティとして最初のプロダクション、'Ring Around the Moon'（アヌイ原作）は、 雪が降る中1956年2月にブリンコ・グロゥヴで上演された（ちなみに、カレッジが£50まで損益を保証し、上演会場破損の修理費は£18であった）。
1955年には一学期中には1つか2つのプロダクションしか上演されず、せいぜい12人程度が関わっていただけだったが、それから50年たった今では状況が大きく異なる。ペンブルックプレイヤーズは、今では一学期に8つほどの演劇やコメディショーを上演している。その他にもジャパンツアー、毎年恒例のパントマイム、さらに現在は二人のヤング・ポエッツ・オブ・ザ・イヤーに選ばれた学生により組織される学生詩会が開催されている。
ペンブルックプレイヤーズはまた数多くの有名な、一流の俳優やコメディアン、作家らを輩出してきた。1950年代、60年代の初期のプロダクションやスモーカーズ（コメディショー）の録音が存在しており、とりわけピーター・クック、ティム・ブルック＝テイラー、ビル・オディー、エリック・アイドル、ジャーメイン・グリアとクライヴ・ジェームズらによるオリジナルの脚本やパフォーマンスが残されている。ペンブルックスモーカーズはイギリスを代表するコメディ集団モンティ・パイソンが初めて出合った場所でもある。また革新性はパフォーマンスに限られておらず、1970年のポスターはコンピュータを使用したアスキーアートの初期の作品を用いている。

## ペンブルックプレイヤーズ・ドイツツアー
旧西ドイツでの初めてのツアーは1957年の夏に行われたが、それはペンブルックプレイヤーズの創始者の一人に、間違ってケンブリッジママーズ宛の手紙が届いたことが発端となった。その手紙は、ドイツのラジオ放送用に『ハムレット』の録音を依頼するものだった。ちょっとしたやりとりの後、ペンブルックプレイヤーズが代わりにそのツアーを行うことになり、ビーレフェルト、エッセン、デュッセルドルフとケルンで公演を行った。公演は「ブリュッケ」派の後援を受けて、ブリティッシュ・カウンシルのスピンオフとして、北西ドイツ放送（Nord West Deutsche Rundfunk）のために録音された。その後何度もツアーは繰り返され、直近の例は2005年のオスカー・ワイルド作『真面目が肝心』ツアーである。近年では、ドイツツアーに代わってジャパンツアーが行われている。

## ペンブルックプレイヤーズ・ジャパンツアー（PPJT）
ペンブルックプレイヤーズ・ジャパンツアーは、イギリスで唯一学生だけで運営されている演劇ツアーであり、2007年に始まった。文化交流、演劇を通じた対話を促進し、日本の教育機関で学ぶ学生にシェイクスピア劇を紹介することを目指している。 
ペンブルックプレイヤーズは演劇ツアーを行ってきた長い歴史を有しており、1950年代、60年代にはドイツツアーを行ってきた。ジャパンツアーの企画はペンブルック・カレッジの学生により2006年に構想されたが、その背景にはペンブルック・カレッジが培ってきた数多くの日本の大学との学術交流の絆があった。
ツアーにはシェイクスピア劇の紹介という教育的要素もあり、舞台の背景などを説明する「エデュケーション・パック」が事前に受入機関に送られ、公演に先立って学生とのワークショップなども行われる。

### PPJT 2007『ロミオとジュリエット』
ペンブルックプレイヤーズ・ジャパンツアー2007『ロミオとジュリエット』（シェイクスピア原作）は、日本大使館（ロンドン）でのプレミアを皮切りに、バランドフ・オペラハウス（ニーダム・マーケット）、成蹊学園（東京）、明治大学（東京）、国立オリンピック記念青少年総合センター（東京）、明徳義塾中学校・高等学校（高知）、かつらぎ総合文化会館「あじさいホール」（和歌山）の各地で公演し、さらにペンブルック・カレッジの劇場でも凱旋公演を行った。ジャパンツアー2007はペンブルック・カレッジ、大和日英基金、グレイトブリテン・ササカワ財団から資金援助を受けた。新聞や観客からは好評を博した（、及びを参照）。公演の一部はYouTubeで閲覧することができる。ロミオとジュリエット

### PPJT 2008『夏の夜の夢』
ペンブルックプレイヤーズ・ジャパンツアー2008は、『夏の夜の夢』（シェイクスピア原作）のプロダクションと共に、さらに幅広く日本各地を訪れる予定である。現在予定している受入機関は桐朋学園（東京）、成蹊学園（東京）、白鷗大学足利中学校・高等学校（栃木）、姫路獨協大学（姫路）、立命館大学（京都）、シェイクスピア・カンパニー（仙台）、共立女子大学（東京）、大東文化大学（東京）、明治大学（東京）である。公式ブログ